# Бяленжин (Чарнковсько-Тшцянецький повіт)
Бяленжин (пол. Białężyn, нім. Belsin) — село в Польщі, у гміні Чарнкув Чарнковсько-Тшцянецького повіту Великопольського воєводства.
Населення — 178 осіб (2011).
У 1975-1998 роках село належало до Пільського воєводства.

## Демографія
Демографічна структура станом на 31 березня 2011 року:
|          | Загалом | Допрацездатний вік | Працездатний вік | Постпрацездатний вік |
| -------- | ------- | ------------------ | ---------------- | -------------------- |
| Чоловіки | 103     | 17                 | 77               | 9                    |
| Жінки    | 75      | 16                 | 44               | 15                   |
| Разом    | 178     | 33                 | 121              | 24                   |